# Hélyce (bus à haut niveau de service)
Pour les articles homonymes, voir hélice (homonymie).
Hélyce est une ligne de bus à haut niveau de service (BHNS) exploitée par la Société des transports de l'agglomération nazairienne (STRAN) pour le réseau Ycéo. Cette ligne de bus mise en service le 3 septembre 2012, en partie en site propre, est destinée à faciliter les déplacements à Saint-Nazaire, en Loire-Atlantique.
Elle relie le campus universitaire de Gavy-Océanis, dans les quartiers ouest de Saint-Nazaire, aux communes de Trignac et de Montoir-de-Bretagne, situées respectivement au nord-est et à l'est de l'agglomération.
La ligne dessert quarante-trois stations, sur un tronc commun de 8,157 km se séparant en deux branches à la gare de Saint-Nazaire : une en direction de Trignac longue de 6,55 km et une en direction de Montoir-de-Bretagne longue de 8,64 km.
Les fréquences sont de 10 minutes sur le tronc commun, et 20 minutes dans les branches.

## Histoire

### Chronologie
- 2008 : Études préliminaires
- mai à août 2009 : Concertation préalable
- 8 septembre 2009 : Choix du tracé
- octobre 2010 : Enquête publique
- 15 décembre 2010 : Vote de la déclaration de projet
- 17 janvier 2011 : Début des travaux préliminaires
- mai 2011 : Début des travaux d'infrastructures
- juin 2012 : Réception du premier bus
- 7 août 2012 : Début de la marche à blanc
- 1er septembre 2012 : Inauguration
- 6 novembre 2017 : Prolongement de la branche Montoir-de-Bretagne
- 1er mars 2021 : Remaniement de la desserte au niveau de la zone d'activité à la Fontaine aux Bruns sur la branche Trignac

### Genèse du projet
L'idée de créer une ligne de bus à haut niveau de service à Saint-Nazaire remonte à 2008, lorsque la CARENE a lancé son projet de refonte totale de son réseau de transport en commun, afin de le rendre plus performant et de réduire la place de l'automobile dans l'agglomération nazairienne, en s'inspirant du BusWay de l'agglomération voisine de Nantes,. Entre les mois de mai et d'août 2009 se tient la concertation préalable. Initialement annoncée pour fin 2010, la ligne alors nommée « TUR » pour Transport urbain rapide, et la restructuration du réseau de bus lié, voit sa date d'ouverture repoussée au plus tôt à la rentrée 2011, en raison de l'élargissement du pont de la Matte afin de garantir la fluidité des accès nord de la ville, l'ouvrage existant étant étroit et génère des bouchons, et d'une refonte plus importante de l'avenue de la République, non prévus dans le projet initial. Le tracé définitif est choisi lors du conseil communautaire de la CARENE du 8 septembre 2009, qui ajoute une station supplémentaire rue des Hibiscus, réclamée par les habitants lors de la concertation,.
En décembre 2009 il est annoncé que la ligne, qui devait être partiellement mise en service à l'été 2011, sera mise en service en totalité à l'été 2012 car selon Olivier Richard, président de la STRAN et vice-président de la CARENE, « une double enquête publique alourdissait les procédures » et « [qu'ils n'auraient] pas réussi à débuter les travaux avant juin 2011 ».
En avril 2010, le président de la STRAN annonce que les futurs bus fonctionneront au Diesel car, selon lui, « toutes les villes qui ont investi dans la propulsion au gaz en reviennent ».
L'enquête publique a lieu en octobre 2010, suivi le 15 décembre 2010 par le vote à l'unanimité par le conseil communautaire de la déclaration de projet de transport à haut niveau de service et choisi son nom, « HélYce ». Le projet est estimé à 52 millions d'euros hors taxes, dont 3,4 millions pour la démolition et la reconstruction du pont de la Matte, enjambant les voies ferrées à hauteur de la gare. Le nom fait référence au tracé de la ligne, en forme de « Y », ainsi qu'à une hélice, pièce commune aux bateaux et aux avions, en référence aux deux industries majeures de l'agglomération (les Chantiers de l'Atlantique et le site Airbus de Montoir-de-Bretagne).
Le projet a pour objectif d'augmenter l'utilisation des transports en commun à Saint-Nazaire de 4 à 6 % des déplacements totaux. Cette très faible part modale s'explique par la large place faite à l'automobile lors de la reconstruction de la ville, quasi intégralement rasée durant la seconde Guerre mondiale par les bombardements alliés, et par le manque d'efficacité du réseau existant essentiellement emprunté par une clientèle scolaire,. Les réponses au questionnaire distribué aux habitants fait ressortir que la principale attente de la population est la fréquence des bus (43 %), loin devant les tarifs (28 %) ou le temps de trajet (19 %).

### Construction

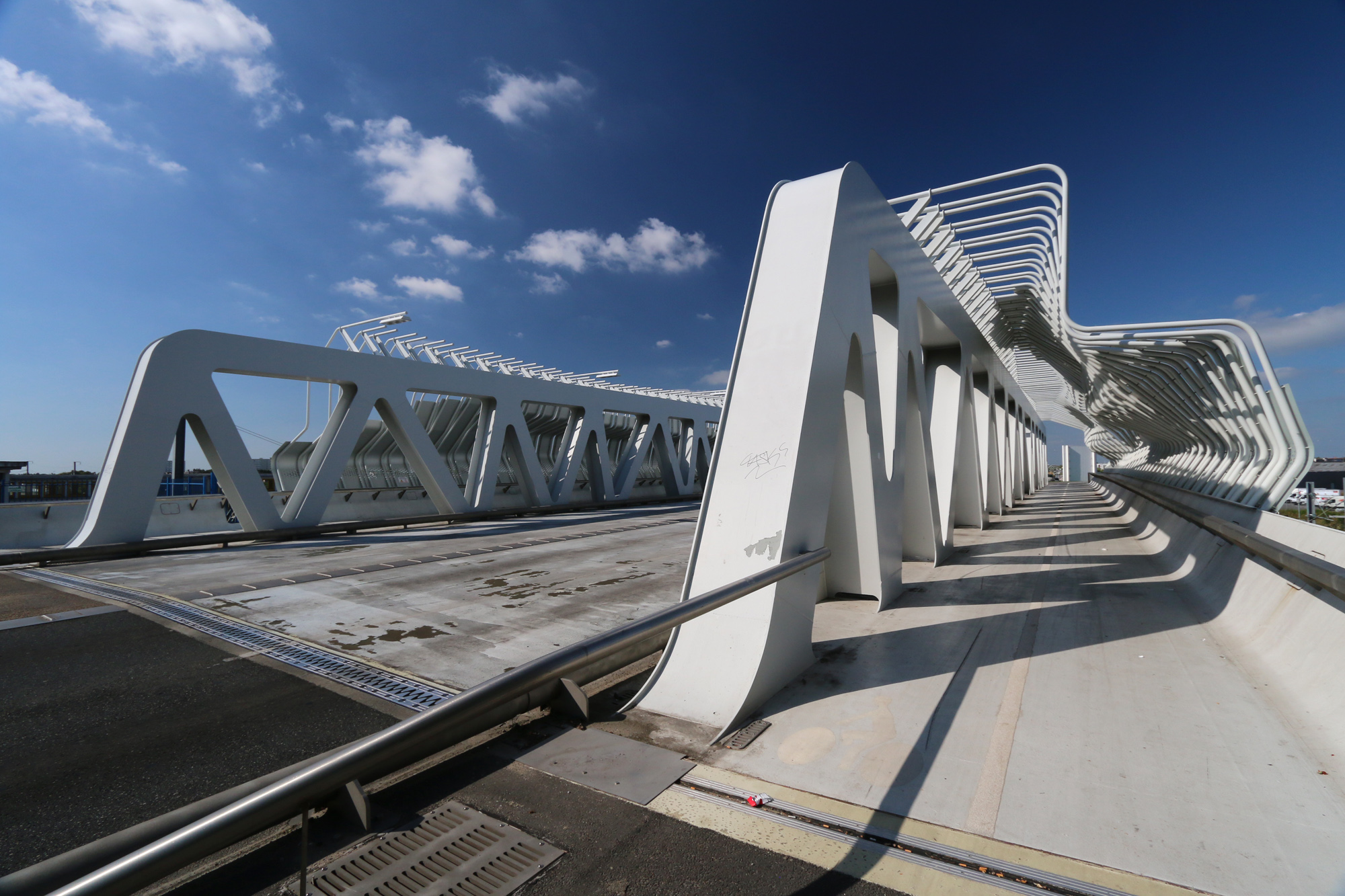
Le nouveau pont de la Matte.

Un stand est installé le 15 janvier 2011 afin de présenter le projet aux habitants, ainsi que deux modèles (Irisbus Crealis et Mercedes-Benz Citaro) qui seront départagés par appel d'offres à partir du mois de juin,.
Les travaux ont débuté le 17 janvier 2011 par la phase préparatoire consistant à dévier les réseaux souterrains, ils devaient initialement débuter fin 2010 mais les commerçants du centre-ville craignant pour leur chiffre d'affaires durant la période des fêtes, et plus généralement sur l'ensemble des travaux, ont demandé le report de cette échéance,. Le réseau de bus est affecté par les déviations mises en place, notamment sur la rue d'Anjou.
Les premiers travaux de construction de la ligne commencent en mai 2011 à la suite des travaux préparatoires, tels les déviations de réseaux. L'un des réaménagements majeurs est la transformation de l'ancienne « rocade ouest » qu'empruntera la ligne, en boulevard urbain, ces travaux s'achèvent dès septembre.
En septembre 2011, des « cafés HélYce » sont mis en place par la STRAN pour présenter le projet aux habitants et répondre aux interrogations et inquiétudes des riverains.
Le matériel roulant est finalement choisi fin octobre 2011, avec le choix du Mercedes-Benz Citaro pour un montant total de 5,3 millions d'euros pour 14 véhicules.
Le 7 février 2012, la convention entre l'État et l'agglomération est signée.
L'ancien pont de la Matte, fermé depuis le 23 avril 2012, est démoli entre fin mai et début juin dans le cadre des travaux de la ligne. Le nouveau pont, d'une centaine de mètres de long, a été installé dans la nuit du 9 au 10 juin 2012 puis a été ouvert à la circulation mi-juillet, après réalisation de travaux de finition.
Le premier bus est arrivé en juin 2012 pour la présentation et la formation des conducteurs, le reste de la série est livrée au cours du mois de juillet. Un exemplaire est présenté au public en juin, puis à nouveau lors du tout dernier « café HélYce », le 4 juillet,.
La marche à blanc, permettant de tester la ligne en conditions réelles, ainsi que la formation des conducteurs a lieu entre le 7 et le 31 août,.

### Bilan du chantier et mise en service

Logo du réseau Hélyce de sa mise en service au 30 janvier 2024

La ligne est inaugurée les 1 et 2 septembre 2012, le réseau STRAN restructuré a été rendu gratuit entre le 3 et le 9 septembre à cette occasion.
Estimée à 52 millions d'euros, elle coûte finalement 55 millions d'euros. Il a été subventionné à hauteur de 6 millions d'euros par l'État, à 5 millions par la région Pays de la Loire, 1,8 million par le FEDER et à 500 000 € par le département de Loire-Atlantique. À ses tout débuts, il était estimé à 22 millions d'euros, puis augmenta considérablement afin d'y ajouter le réaménagement urbain le long du tracé (rénovation des façades de l'avenue de la République en particulier), ainsi que la construction du pôle d'échange multimodal de la gare de Saint-Nazaire.
Après six mois de service elle assure la moitié des déplacements du réseau et transporte quotidiennement 10 000 voyageurs. Elle a fait augmenter de près de 10 % le nombre d'abonnements, dont la moitié de ces nouveaux abonnés sont des actifs, plus de 65 % de hausse sur près de deux ans, ce qui selon les élus nazairiens, confirme que la ligne répond à leurs attentes.
Le taux de satisfaction de la ligne est très élevé, avec près de 80 % en 2013. D'après le cabinet Epsilon, chargé de l'enquête, seulement 5 % des sondés considèrent que l'offre s'est dégradée, un aussi faible score est rarement atteint dans ce type d'enquête.
Tout au long du chantier, les commerçants du centre-ville ont souffert en raison des pertes de chiffre d'affaires venant s'ajouter à la crise économique et à la mise en place du stationnement payant. Certains ont perdu jusqu'à 40 % de leur chiffre d'affaires, tandis que dans certaines rues l'ensemble des commerces ont demandé un dossier d’indemnisation. En 2015, des commerçants insatisfaits des propositions de la commission d’indemnisation amiable ont réclamé 330 000 euros d’indemnisations à la CARENE pour compenser la perte de leur chiffre d'affaires du aux travaux.
L'association Place au Vélo a critiqué de son côté la non prise en compte des aménagements cyclables dans le projet alors qu'ils « sont obligatoires sur toute nouvelle voirie ».

### Aménagements ultérieurs
En 2015, la plateforme en béton est reconstruite au niveau des stations « Université » et « République » en raison de malfaçons, et certains carrefours, tels l'intersection des boulevards Commandant-Gâté et Jean-Mermoz ainsi que le giratoire Jean-Bouin, ont dû être reconfigurés afin d'améliorer la fluidité de la circulation et éviter les accidents, : le premier a retrouvé ses feux tricolores, initialement remplacés par des Cédez-le-passage, et le second a vu l'installations de feux rouges clignotants interdisant le passage des voitures lorsqu'un bus est engagé dans l'intersection. Enfin, le plateau piétonnier, initialement empruntable uniquement par les bus, les voitures devaient le contourner, a été modifié pour être utilisable par les voitures, et est devenu une zone 30, mais sa signalétique est jugée floue et reste peu utilisé.
En mars 2017 les vélos seront autorisés, de façon expérimentale, sur le site propre entre la gare et le centre Paquebot. Les travaux de modification du site propre (bordures, marquage routier et signalisation) en vue de l'échéance ont débuté mi-février pour s'achever à la fin du mois.
Le 6 novembre 2017, initialement le 4 septembre, la branche de Montoir-de-Bretagne est prolongée de trois arrêts jusqu'au quartier de l'Ormois situé à l'est du centre-bourg,, en lien avec la construction de la seconde phase de ce nouveau quartier. La CARENE a investi 615 000 € afin de mener à bien cette extension, dont 415 000 € pour l'achat d'un troisième Mercedes Citaro G C2 BHNS,.
Le 1er mars 2021, la station Fontaine aux Bruns est remplacée par la station Grand Large à la suite des travaux d'aménagements opérés dans la zone commerciale.

## Tracé et stations

### Tracé

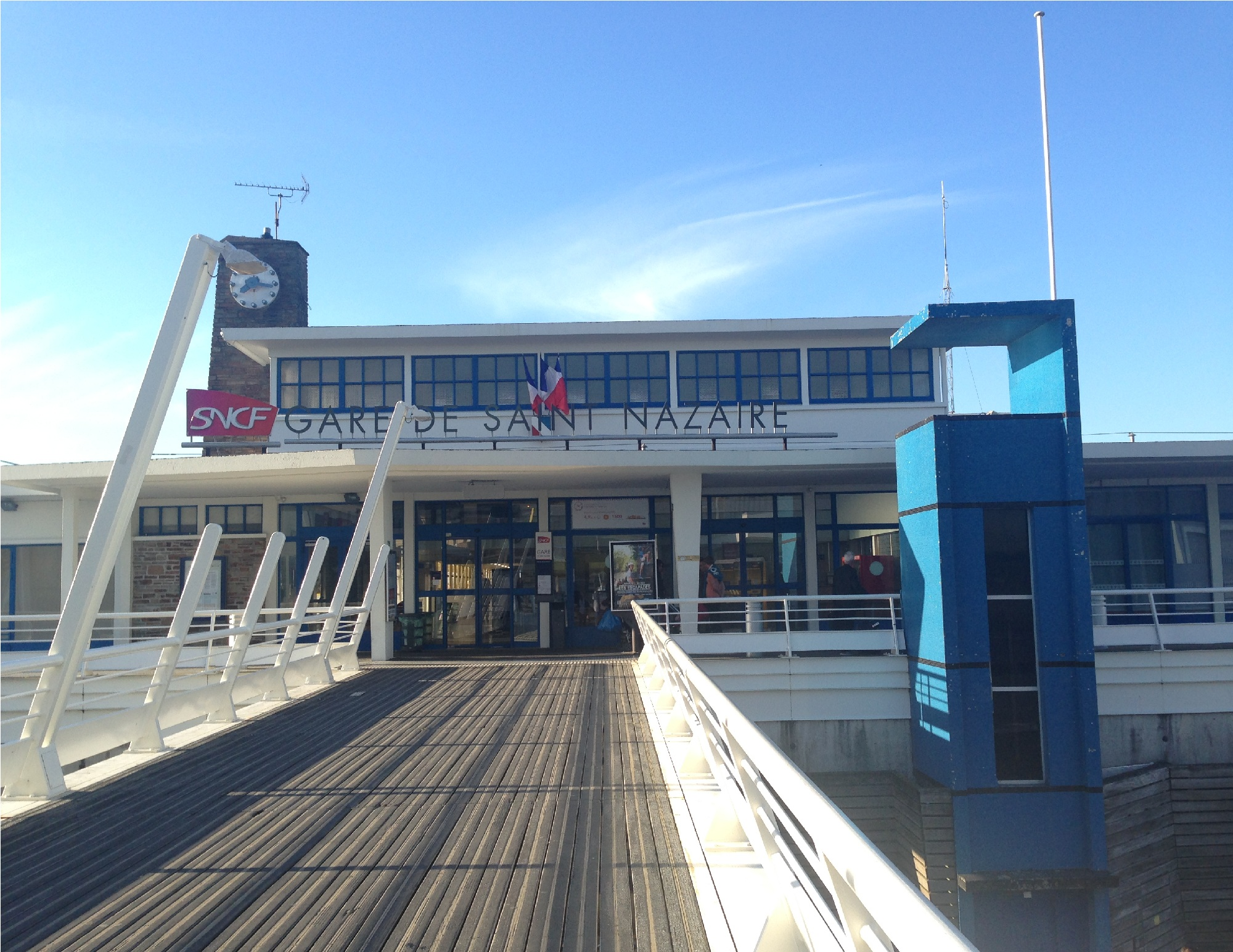
Bâtiment voyageurs de la gare de Saint-Nazaire.

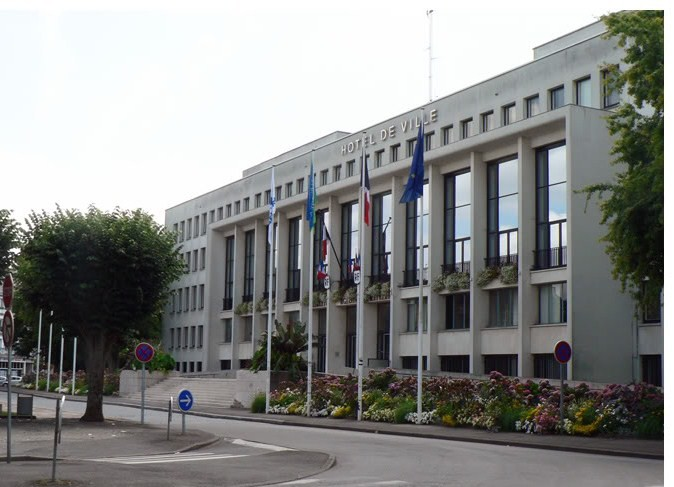
L'hôtel de ville de Saint-Nazaire.

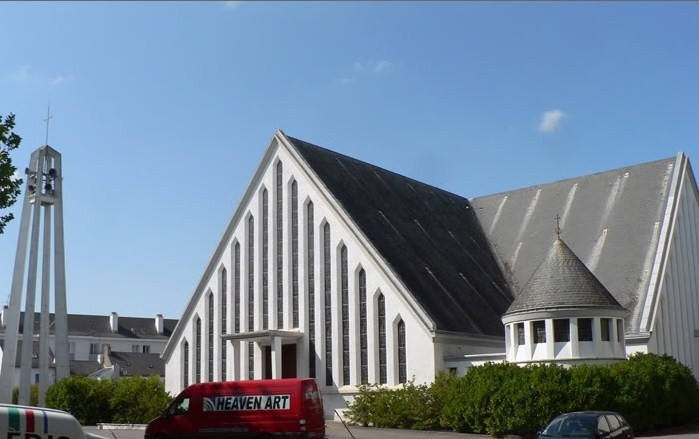
L'église Saint-Gohard de Saint-Nazaire.

HélYce relie le campus universitaire de Gavy-Océanis aux mairies de Trignac et Montoir-de-Bretagne en traversant Saint-Nazaire (Centre commercial Océanis, Cité sanitaire, Lycée Aristide-Briand, Parc paysager, Église Sainte-Anne, Hôtel de ville, Centre commercial Le Paquebot, Église Saint-Gohard, Chantiers de l'Atlantique, Église de Méan) Trignac (Zone commerciale, Mairie, Église Saint-Éloi, Musée des Oiseaux) et Montoir-de-Bretagne (Aéroport de Saint-Nazaire - Montoir, Industries aéronautiques, Mairie).

#### Itinéraire
La ligne naît au Petit-Gavy, à l'entrée du campus universitaire de Gavy-Océanis. Les bus s'engagent alors sur le boulevard de l'université pour rejoindre le rond-point Océanis et bifurquent à droite sur le boulevard Georges Charpak, où commence le site propre. Les bus continuent sur cet axe jusqu'à la cité sanitaire où ils bifurquent à droite sur la courte rue des Hibiscus, puis à gauche sur le boulevard Émile-Broodcoorens jusqu'à son extrémité, au rond-point des Landettes, non sans avoir vu son site propre central laisser place à deux voies latérales. La ligne bifurque à droite sur le boulevard de Sunderland, prolongé par la rue Gabriel-Fauré où le site propre redevient central puis, juste avant le rond-point de Plaisance, le site propre bifurque à gauche boulevard Pierre-de-Coubertin que la ligne emprunte sur sa totalité et dépourvu de site propre.
Elle bifurque à gauche au rond-point sur l'avenue Mermoz, où le site propre reprend dans un seul sens, puis à droite rue du commandant Gustave-Gaté, où il s'interrompt à nouveau pour rendre dans un sens sur la fin de la rue, qui se prolonge par l'avenue du Général-de-Gaulle pour rejoindre la place François-Blancho en face l'hôtel de ville, où se situe un court tronçon en site propre, ainsi que le centre-ville. La ligne continue sur l'avenue puis bifurque à gauche sur la rue d'Anjou où le site propre reprend puis, à hauteur du Centre Paquebot, elle tourne à gauche rue Jean-Jaurès puis à droite sur l'avenue de la République pour rejoindre la gare de Saint-Nazaire. La ligne tourne à gauche pour s'engager dans le pôle d'échanges puis fait demi-tour et quitte le tronc commun pour se séparer en deux branches.
La branche la plus au nord reprend l'avenue de la république puis franchi les voies ferroviaires par le pont de la Matte, continue sur le boulevard de l'Atlantique pour entrer dans la commune de Trignac et, juste après le premier rond-point, le site propre se finit et la ligne rejoint la circulation générale. Au second rond-point, elle tourne à droite boulevard Georges-Brassens puis à gauche rue Jean-Marie-Perret, où elle rentre à Saint-Nazaire au niveau du rond-point uniquement, afin de desservir les quartiers excentrés d'Herbins et de Grande Savine.
Elle emprunte ensuite, à gauche la rue Léo-Lagrange pour, via un dernier virage à droite s'engager sur la N 471, prolongée par la N 171, une route à deux fois deux voies pour la quitter à la sortie suivante, bifurquer à droite rue Marie-Curie, s'engager dans la boucle terminale en tournant à gauche boulevard Henri-Gauthier puis à droite rue Francisco-Ferrer puis à nouveau à droite rue de la Mairie pour rejoindre son terminus sur la place de la mairie de Trignac. La ligne repart dans l'autre sens par la rue Marie-Curie.
La branche sud continue dans l'axe du pôle d'échange par la rue de la Ville-Halluard, avec un court tronçon en site propre, puis dans la circulation générale. La ligne tourne à gauche pour s'engager boulevard Paul-Leferme, en longeant le bassin de Penhoët puis, à hauteur de la passerelle d'Herbins permettant l'accès à la gare de Penhoët, bifurque à droite avenue de Penhoët puis à gauche rue des Chantiers, uniquement vers Montoir, afin de rejoindre la rue de Trignac, qu'elle emprunte en totalité vers l'Université, lui permettant de desservir les quartiers de Penhoët et de Méan.
La ligne s'engage ensuite rue Henri-Gauthier et, après avoir franchi le pont sur le Brivet entre dans la commune de Montoir-de-Bretagne, passe sous le pont de la route départementale 213 conduisant au pont de Saint-Nazaire, puis continue sur la même rue le long des industries aéronautiques puis, au rond-point à hauteur de la gare de Montoir-de-Bretagne tourne à gauche et enjambe la voie ferrée puis la N 171 pour arriver dans le bourg. La ligne emprunte successivement les rues du Docteur-Schweitzer, Louis-Pasteur, Jean-Jaurès et Jules-Verne jusqu'au croisement avec la route conduisant à la zone industrielle des Noës, et à l'échangeur avec la N 171, où la ligne marque son terminus.

#### Site propre

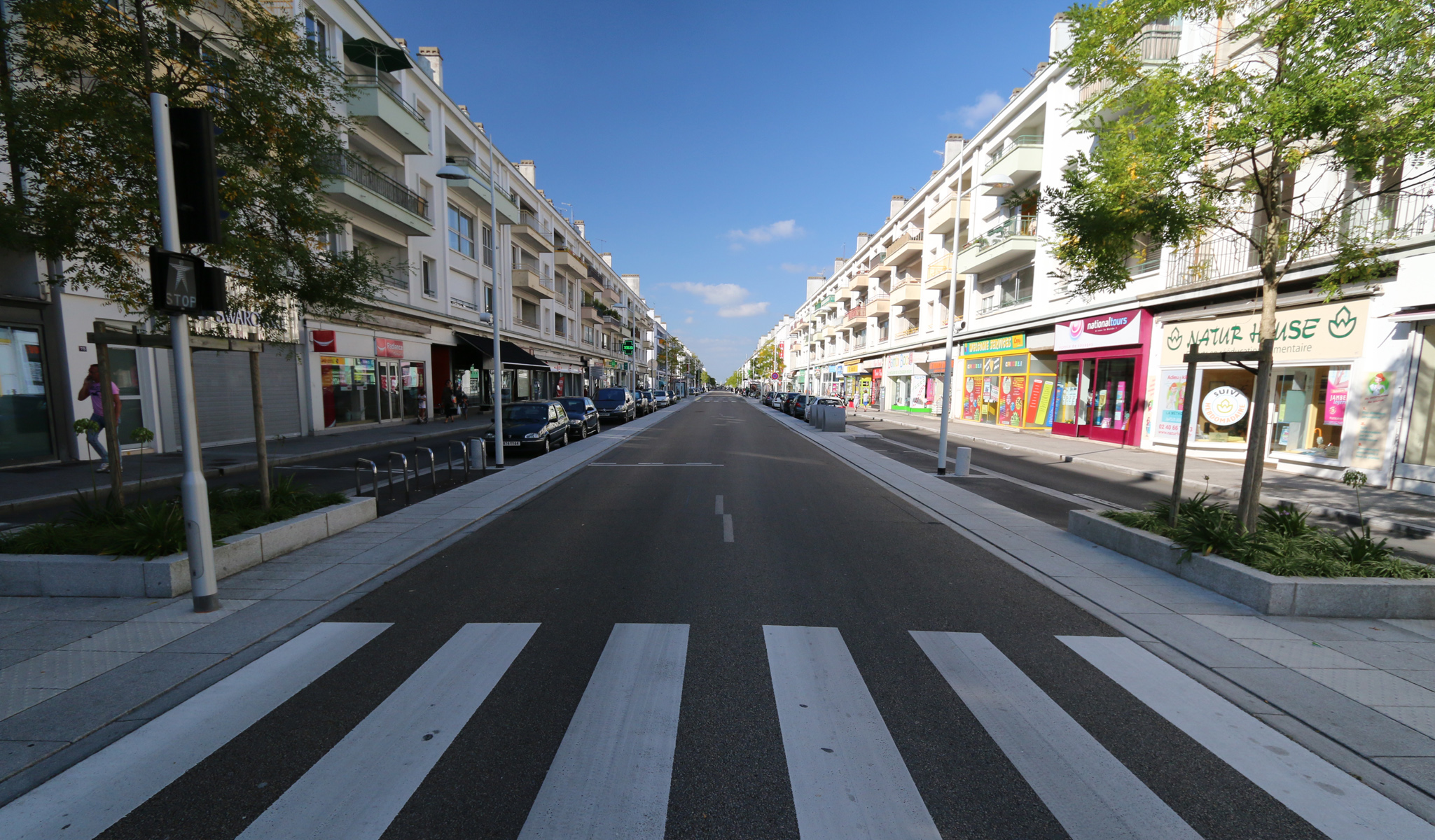
Le site propre de l'avenue de la République.

Hélyce circule presque intégralement sur un site propre de six à sept mètres de large sur le tronc commun, sauf sur le boulevard de l'Université, à l'ouest de la ville, sur le boulevard Pierre-de-Coubertin, à hauteur de la cité scolaire et sur la grande majorité de la rue du Commandant-Gustave-Gaté. Ce linéaire de 2 535 m de long en site partagé représente 30 % du tronc commun.
Enfin, sur 545 m, le site propre n'est présent que dans un sens, soit par manque d'espace, soit par volonté de maintenir le stationnement latéral : boulevard Jean-Mermoz, sur l'autre partie de la rue du Commandant-Gustave-Gaté et sur une partie de l'avenue du Général-de-Gaulle, soit 8 % du tronc commun qui mesure 8,157 km de long. À cela s'ajoute le site propre bi-directionnel du boulevard de l'Atlantique sur la branche de Trignac, qui mesure 400 m de long, ce site propre est prolongé d'environ 1,5 km lors de la rénovation du boulevard entre juin 2019 et avril 2021. Sur le reste des branches, les bus circulent en site partagé.
La ligne a été aménagée en site propre pour favoriser une hausse de la vitesse commerciale des bus et garantir un gain de temps puisque leur circulation n'est pas ralentie par le trafic des autres véhicules. En effet, quand les voitures sont immobilisées ou fortement ralenties par un embouteillage sur la voirie normale, le bus continue de circuler, ce qui le rend très attractif. L'existence d'un site propre permet également d'augmenter significativement les fréquences de passage pour se rapprocher au mieux du tramway (fréquences, qualité de service...), pour un coût moindre. La présence d'un site propre constitue, avec la circulation de bus confortables et accessibles aux personnes à mobilité réduite (PMR), un moyen de créer un transport de qualité adapté à des agglomérations de taille moyenne comme celle de Saint-Nazaire, comparé aux coûts élevés que représentent la construction d'un tramway.
Le site propre n'est pas exclusif à Hélyce, il est utilisable par l'ensemble des lignes du réseau Ycéo.

### Stations

#### Liste des stations
|   |   |   |  | Stations                   | Coordonnées                 | Communes            | Correspondances                                                       |
| - | - | - |  | -------------------------- | --------------------------- | ------------------- | --------------------------------------------------------------------- |
|   | ■ |   |  | Université                 | 47° 15′ 10″ N, 2° 15′ 35″ O | Saint-Nazaire       | Navette des plages                                                    |
|   | • |   |  | Polyclinique               | 47° 15′ 12″ N, 2° 15′ 50″ O | Saint-Nazaire       | Liste des lignes de bus de Saint-Nazaire#Ligne U1                     |
|   | • |   |  | Lérioux                    | 47° 15′ 16″ N, 2° 16′ 01″ O | Saint-Nazaire       | Liste des lignes de bus de Saint-Nazaire#Ligne U1                     |
|   | • |   |  | Océanis                    | 47° 15′ 29″ N, 2° 16′ 00″ O | Saint-Nazaire       | ( à l'arrêt Aprolis), Lila Presqu'île                                 |
|   | • |   |  | Heinlex                    | 47° 15′ 42″ N, 2° 15′ 43″ O | Saint-Nazaire       | Liste des lignes de bus de Saint-Nazaire#Ligne L13                    |
|   | • |   |  | Bouletterie                | 47° 15′ 51″ N, 2° 15′ 31″ O | Saint-Nazaire       | Liste des lignes de bus de Saint-Nazaire#Ligne L13                    |
|   | • |   |  | Cité Sanitaire             | 47° 15′ 58″ N, 2° 15′ 21″ O | Saint-Nazaire       | , Parc relais Pré Hembert                                             |
|   | • |   |  | Chesnaie                   | 47° 16′ 02″ N, 2° 15′ 06″ O | Saint-Nazaire       |                                                                       |
|   | • |   |  | Pierre Norange             | 47° 16′ 01″ N, 2° 14′ 49″ O | Saint-Nazaire       |                                                                       |
|   | • |   |  | Voltaire                   | 47° 16′ 13″ N, 2° 14′ 41″ O | Saint-Nazaire       | (à l'arrêt Voltaire - Landettes)                                      |
|   | • |   |  | Sunderland                 | 47° 16′ 13″ N, 2° 14′ 24″ O | Saint-Nazaire       | (à l'arrêt Miner)                                                     |
|   | • |   |  | Plaisance Coubertin        | 47° 16′ 07″ N, 2° 14′ 01″ O | Saint-Nazaire       | ( à l'arrêt Plaisance Berlioz)                                        |
|   | • |   |  | Cité Scolaire              | 47° 16′ 22″ N, 2° 13′ 57″ O | Saint-Nazaire       | Liste des lignes de bus de Saint-Nazaire#Ligne U2                     |
|   | • |   |  | Parc Paysager              | 47° 16′ 30″ N, 2° 13′ 43″ O | Saint-Nazaire       | Liste des lignes de bus de Saint-Nazaire#Ligne U2                     |
|   | • |   |  | Soleil Levant              | 47° 16′ 36″ N, 2° 13′ 29″ O | Saint-Nazaire       | Liste des lignes de bus de Saint-Nazaire#Ligne U4                     |
|   | • |   |  | Boris Vian                 | 47° 16′ 30″ N, 2° 13′ 10″ O | Saint-Nazaire       | Liste des lignes de bus de Saint-Nazaire#Ligne U4                     |
|   | • |   |  | Hôtel de Ville             | 47° 16′ 27″ N, 2° 12′ 49″ O | Saint-Nazaire       | ZENI BUS                                                              |
|   | • |   |  | Rue de la Paix             | 47° 16′ 35″ N, 2° 12′ 37″ O | Saint-Nazaire       | Liste des lignes de bus de Saint-Nazaire#Ligne U4                     |
|   | • |   |  | Paquebot - Les Halles      | 47° 16′ 51″ N, 2° 12′ 43″ O | Saint-Nazaire       | Liste des lignes de bus de Saint-Nazaire#Ligne S/D                    |
|   | • |   |  | Gare de St-Nazaire         | 47° 17′ 08″ N, 2° 12′ 41″ O | Saint-Nazaire       | TGV, TER Pays de la Loire C1 C2 T3 T4 T5 SPP , Aléop, Lila Presqu'île |
|   |   | • |  | Herbins                    | 47° 17′ 23″ N, 2° 12′ 34″ O | Trignac             | C1 T3 T4 T5 SPP                                                       |
|   |   | • |  | Grandchamps                | 47° 17′ 37″ N, 2° 12′ 26″ O | Trignac             | C1                                                                    |
|   |   | • |  | Commune de Paris           | 47° 17′ 35″ N, 2° 12′ 07″ O | Saint-Nazaire       | C1                                                                    |
|   |   | • |  | J.M. Perret                | 47° 17′ 46″ N, 2° 12′ 05″ O | Trignac             | C1                                                                    |
|   |   | • |  | Certé                      | 47° 17′ 58″ N, 2° 12′ 08″ O | Trignac             | C1                                                                    |
|   |   | • |  | Grand Large                | 47° 17′ 57″ N, 2° 12′ 26″ O | Trignac             | T3 T4 T5                                                              |
|   |   | • |  | Édouard Herriot            | 47° 19′ 13″ N, 2° 11′ 31″ O | Trignac             | T3 T4 T5                                                              |
|   |   | ■ |  | Mairie de Trignac          | 47° 19′ 03″ N, 2° 11′ 17″ O | Trignac             | C1                                                                    |
| • |   |   |  | Ville Halluard             | 47° 17′ 04″ N, 2° 12′ 10″ O | Saint-Nazaire       |                                                                       |
| • |   |   |  | Gare de Penhoët            | 47° 17′ 24″ N, 2° 11′ 59″ O | Saint-Nazaire       | TER Pays de la Loire (à la gare de Penhoët)                           |
| • |   |   |  | Chantiers Navals           | 47° 17′ 24″ N, 2° 11′ 40″ O | Saint-Nazaire       |                                                                       |
| • |   |   |  | Apprentis                  | 47° 17′ 37″ N, 2° 11′ 21″ O | Saint-Nazaire       |                                                                       |
| • |   |   |  | Irène Chabrier             | 47° 17′ 45″ N, 2° 11′ 20″ O | Saint-Nazaire       |                                                                       |
| • |   |   |  | Méan                       | 47° 17′ 55″ N, 2° 11′ 07″ O | Saint-Nazaire       |                                                                       |
| • |   |   |  | Port du Brivet             | 47° 18′ 09″ N, 2° 11′ 02″ O | Saint-Nazaire       |                                                                       |
| • |   |   |  | Bellevue                   | 47° 18′ 25″ N, 2° 10′ 45″ O | Montoir-de-Bretagne |                                                                       |
| • |   |   |  | Anatole France             | 47° 18′ 46″ N, 2° 10′ 20″ O | Montoir-de-Bretagne |                                                                       |
| • |   |   |  | Aéronautique               | 47° 18′ 55″ N, 2° 10′ 10″ O | Montoir-de-Bretagne |                                                                       |
| • |   |   |  | Cadréan                    | 47° 19′ 04″ N, 2° 09′ 50″ O | Montoir-de-Bretagne |                                                                       |
| • |   |   |  | Albert Schweitzer          | 47° 19′ 35″ N, 2° 09′ 42″ O | Montoir-de-Bretagne | T3 T4                                                                 |
| • |   |   |  | Place du Général de Gaulle | 47° 19′ 36″ N, 2° 09′ 22″ O | Montoir-de-Bretagne | T4                                                                    |
| • |   |   |  | Montoir Centre             | 47° 19′ 40″ N, 2° 09′ 10″ O | Montoir-de-Bretagne | T4                                                                    |
| • |   |   |  | Jules Verne                | 47° 19′ 35″ N, 2° 08′ 44″ O | Montoir-de-Bretagne |                                                                       |
| • |   |   |  | Platanes                   | 47° 19′ 35″ N, 2° 08′ 28″ O | Montoir-de-Bretagne |                                                                       |
| ■ |   |   |  | L'Ormois                   | 47° 19′ 48″ N, 2° 08′ 07″ O | Montoir-de-Bretagne | T4                                                                    |

#### Aménagement des stations
Toutes les stations sont équipées de bornes d'informations aux voyageurs, dont le type diffère selon la section de la ligne (TFT à la gare de Saint-Nazaire, LED sur le tronc commun et LCD sur les branches). Des distributeurs automatiques de titres de transport sont installés sur les quais dix principales stations, ce qui entraîne un gain de temps pour les voyageurs et incite à ne pas acheter son titre à bord des bus. Elles sont toutes accessibles aux personnes à mobilité réduite (PMR), y compris aux utilisateurs de fauteuil roulant (UFR). La chaussée est en béton à hauteur des quais, afin d'éviter le phénomène d'orniérage.
Deux rampes de part et d’autre de chaque station donnent accès aux quais qui sont hauts de 20 centimètres. Grâce à cette hauteur, on obtient une pente de la palette d’accès au bus de près de 6 % pour les utilisateurs de fauteuils roulants (UFR).
Sur le tronc commun, les statons disposent d'aménagements spécifiques outre des abribus de sept mètres de long de marque Abri-Services, société ayant remporté le contrat avec la CARENE en 2009, : en amont du quai un mât d'éclairage public spécifique supportant le nom de la station est présent. En aval du quai, un totem reprenant les codes couleurs du balisage des chenaux est présent : rouge en direction de l'université (en direction du large, couleur de la marque de bâbord), vert dans l'autre sens (couleur de la marque de tribord). Le mobilier annexe (poubelles, bancs non couverts ...) est identique à celui du front de mer de Saint-Nazaire. Bien qu'étant sur la branche Trignac, l'arrêt Grand Large inauguré le 1er mars 2021 est doté de l'aménagement type tronc commun de même que l'arrêt Roselière qui n'est pas desservi par la ligne.
Sur les vingt-trois arrêts répartis sur les branches, l'équipement est simplifié avec l'absence notamment des mâts d'éclairages et des totems comparé au tronc commun, ainsi qu'un mobilier urbain annexe différent. Bien que ces arrêts ne soient pas en site propre, ils bénéficient de courts couloirs réservés aux bus en fonction des aménagements réalisés sur les communes traversées.

## Exploitation

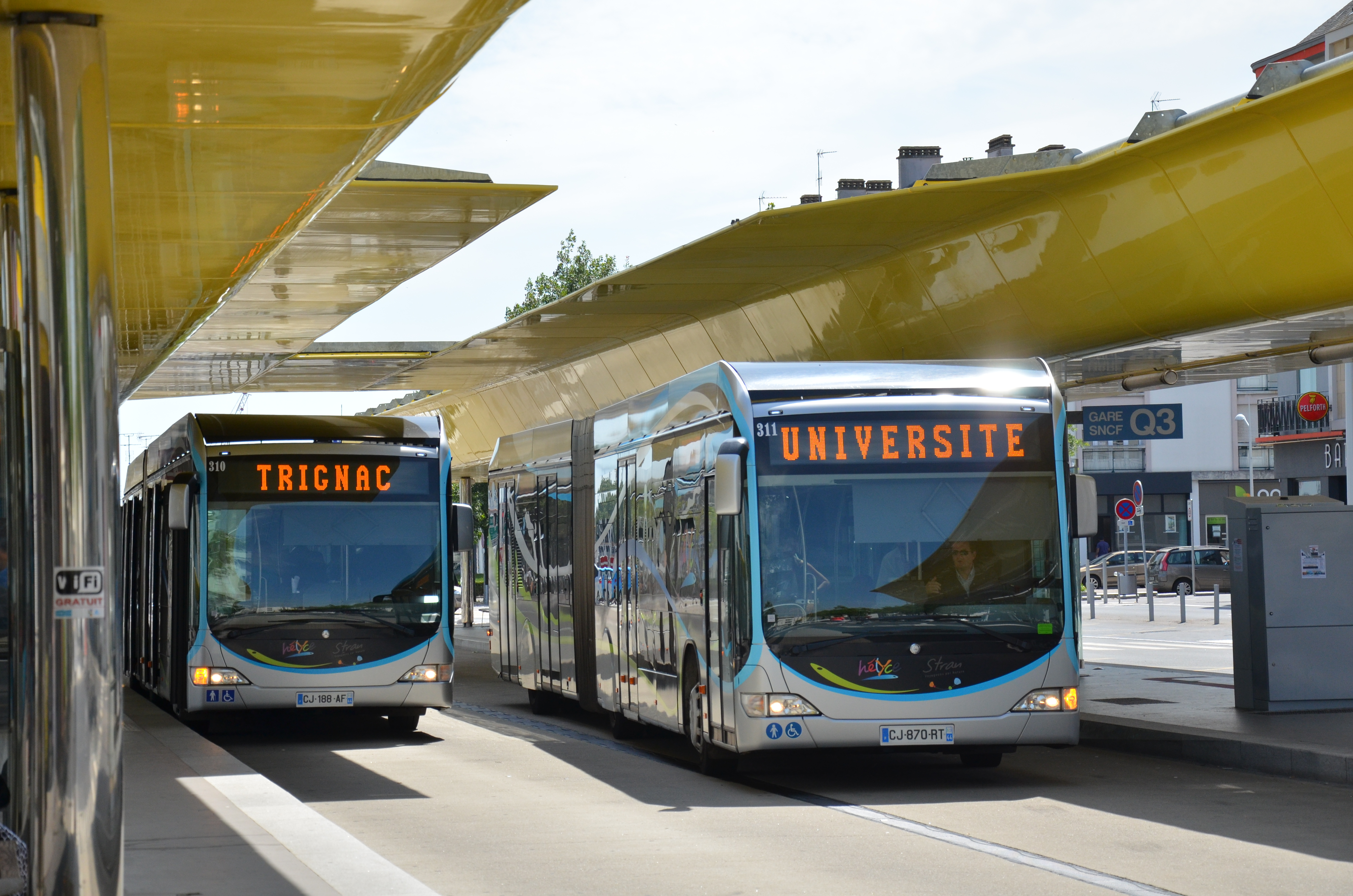
Deux Citaro G BHNS à la gare SNCF.

HélYce est exploité par la STRAN. En dehors de quelques parcours le matin limités au trajet entre l'université et la gare, la ligne fonctionne de 5 h 14 (5 h 22 le samedi, 8 h 4 les dimanches et fêtes) à 23 h 12 (23 h 10 le samedi, 22 h 57 les dimanches et fêtes), tous les jours sur la totalité du parcours, à raison d'une alternance d'un bus sur deux par branche.
Les bus relient l'Université à la gare SNCF en 25 minutes et de cette dernière à Trignac en 13 minutes ou à Montoir-de-Bretagne en 20 minutes grâce à une vitesse commerciale de 22,1 km/h et à l'instauration de la priorité aux feux tricolores sur la totalité de la ligne. Comme tout véhicule routier, Hélyce est soumis au code de la route et ne peut dépasser les limitations de vitesse en vigueur (50 km/h en ville et 70 km/h sur la N 171, à chaussées séparées).
Depuis 2013, l'été lors de la fête de la musique, du feu d'artifice du 13 juillet où durant le festival Les Escales, la ligne fonctionne la nuit sous le nom Hélyce by Night au départ de l'Hôtel de ville à destination de Montoir ou d'Océanis.

### Matériel roulant

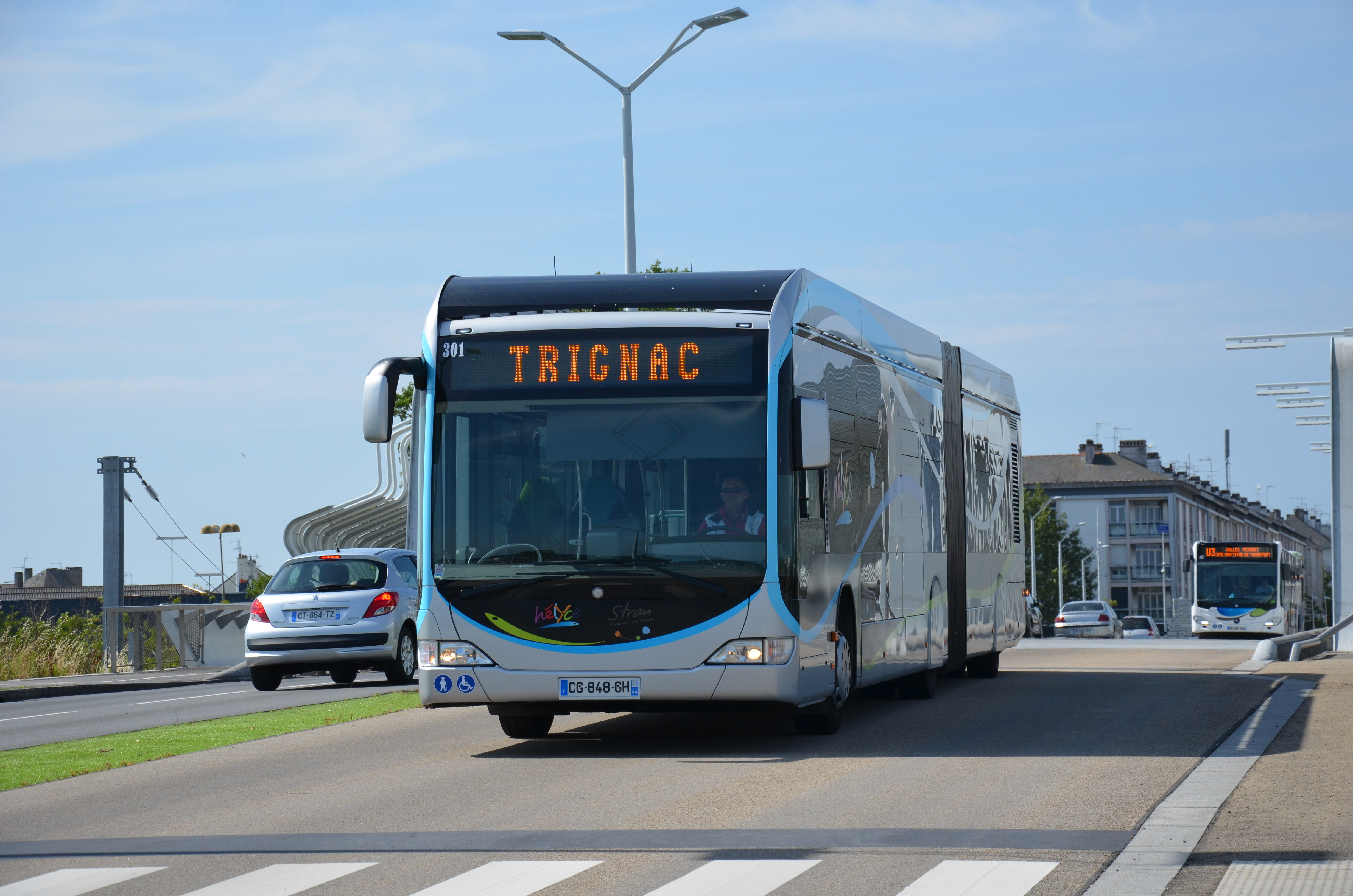
Le Mercedes-Benz Citaro G BHNS no 301, venant de franchir le pont de la Matte.

La ligne est équipée depuis sa mise en service d'autobus articulés Mercedes-Benz Citaro G, dans sa version BHNS (carénages des roues et du toit). Au nombre de 14, de génération C1 Facelift, à la mise en service et numérotés 301 à 314, ils sont rejoints en 2014 par deux autres exemplaires (315 et 316) de nouvelle génération, dite C2, puis en 2017 par un autre bus (317), portant la flotte à 17 véhicules. Les 14 premiers véhicules ont été achetés pour un montant total de 4,986 086 M€ soit 356 149 € pièce.
Possédant une livrée spécifique sur fond gris et non blanc comme le reste du parc, ces bus possèdent quatre portes, des vitres descendant pour certaines jusqu'au niveau des bas de caisse et chaque véhicule est équipé de quatre écrans TFT annonçant les prochains arrêts ou les horaires des trains. Les bus se démarquent aussi du reste du réseau avec une sellerie quatre tons (gris, fuchsia, vert pomme et bleu ciel), un plafond façon nuage et un éclairage d'ambiance bleu.
Les bus de la ligne sont remisés, comme l'ensemble de la flotte du réseau Ycéo, au dépôt du 4 boulevard de l'Europe à Saint-Nazaire (47° 16′ 54″ N, 2° 12′ 12″ O).
| Tableau récapitulatif                               | Tableau récapitulatif | Tableau récapitulatif | Tableau récapitulatif | Tableau récapitulatif |
| Modèle                                              | Nombre                | Mises en service      | Retrait de service    | Numéros de parc       |
| --------------------------------------------------- | --------------------- | --------------------- | --------------------- | --------------------- |
| Mercedes-Benz Citaro G C1f diesel EEV BHNS 4 portes | 14                    | 3 septembre 2012      | En service            | 301 à 314             |
| Mercedes-Benz Citaro G C2 diesel €6 BHNS 4 portes   | 2                     | 2014                  | En service            | 315 à 316             |
| Mercedes-Benz Citaro G C2 diesel €6 BHNS 4 portes   | 1                     | 2017                  | En service            | 317                   |

### Priorité des bus aux carrefours à feux

Un feu R17 et son signal d'aide à la conduite.

La ligne est équipée, sur les tronçons en site propre, d'une signalisation de type « Tramway » avec la présence de feux R17 couplés à un signal d'aide à la conduite. Les traversées piétonnes du site propre sont protégées par des feux R25. Aux carrefours giratoires dont le terre-plein est coupé en son centre par le site propre, des feux rouges clignotants de type R24 interdisent le passage aux automobilistes, protégeant ainsi la traversée des bus.
Un système de priorité pour les bus aux carrefours à feux a été initialement installé sur 27 carrefours, essentiellement sur le tronc commun, puis 31 carrefours fin 2015. Elle est effectuée à distance par un système radio, complétée par des boucles de détection dans la chaussée pour les autres lignes du réseau, une boucle placée après l'intersection permet d'indiquer à la signalisation que le bus est passé.
Il s'agit d'un ensemble coordonné d’actions tendant à favoriser les véhicules de transport en commun par rapport aux véhicules particuliers dans le franchissement de carrefours à feux. Il doit permettre d'améliorer la qualité de l’offre et, par conséquent, de rendre la ligne plus attractive et plus compétitive que les voitures particulières. Ainsi les usagers de la ligne peuvent apprécier la diminution du temps de parcours, l’amélioration de la régularité des dessertes et un confort accru induit par des décélérations et des accélérations moins fréquentes.

### Tarification et financement
La tarification de la ligne est identique à celle du réseau Ycéo classique et accessible avec les mêmes abonnements. Un ticket unitaire permet un trajet simple quelle que soit la distance avec une ou plusieurs correspondances possibles avec les autres lignes du réseau pendant une durée maximale d'une heure entre la première et dernière validation.
Le financement du fonctionnement de la ligne (entretien, matériel et charges de personnel), est assuré par la STRAN. Cependant, les tarifs des billets et abonnements dont le montant est limité par décision politique ne couvrent pas les frais réels de transport. Le manque à gagner est compensé par l'autorité organisatrice, la CARENE. Elle définit les conditions générales d'exploitation ainsi que la durée et la fréquence des services. L'équilibre financier du fonctionnement est assuré par une dotation globale annuelle à la STRAN grâce au versement transport payé par les entreprises.

### Trafic
Hélyce est une ligne de bus au trafic élevé par rapport à la taille du réseau, en hausse de 30 % entre 2012 et 2015, représentant à elle seule plus de 40 % du trafic journalier du réseau de la STRAN en 2015,,.
| Année                           | 2012   | 2013   | 2014   | 2015           |
| Nombre de voyageurs journaliers | 10 258 | 11 665 | 12 716 | 13 500         |
| Nombre de voyageurs annuels     |        |        |        | 3,436 millions |

### Accidents
La ligne a connu plusieurs accidents, tous dus au non-respect de la signalisation par les automobilistes. En mai puis en juillet 2014 deux accidents, boulevard de l'Atlantique et boulevard Georges-Charpak, ont blessé plusieurs voyageurs dont un sérieusement et, pour le premier accident, le conducteur de la voiture roulait sans permis,. En mars 2015, un nouvel incident s'est produit boulevard de l'Atlantique, ne causant que des blessures légères.

## Projet «Hélyce+»

Logo du projet Hélyce+ depuis février 2024

Logo du projet Hélyce+ de 2019 à février 2024

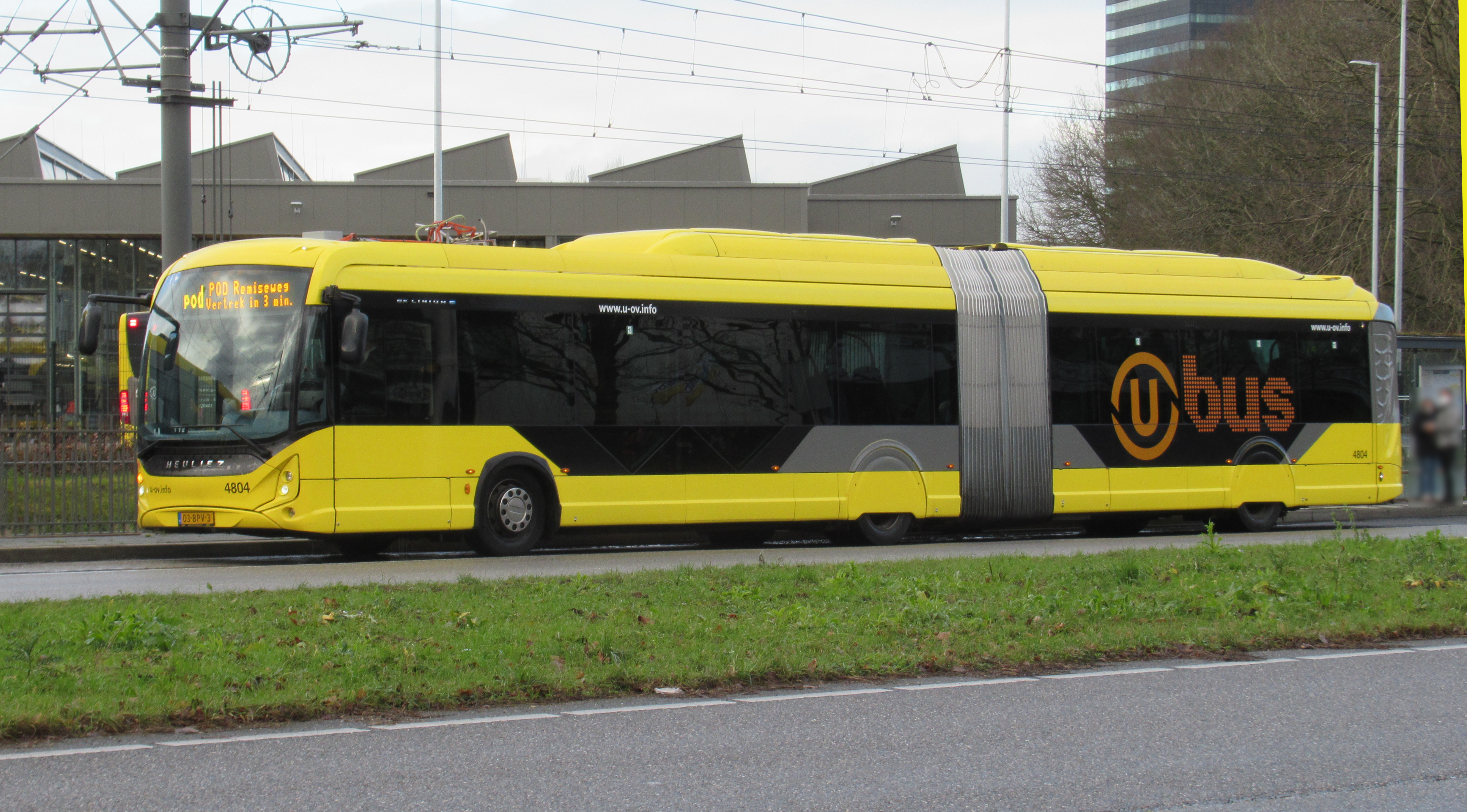
Un Heuliez Bus GX 437 Linium (ici un exemplaire circulant aux Pays-Bas), modèle retenu pour renouveler la flotte Hélyce.

Lors de la concertation, la proposition d'un prolongement de la ligne à Pornichet a été évoqué, soutenue avec insistance par son maire Robert Belliot, mais n'est pas envisagée à court terme. Des emprises le long de l'hippodrome de Pornichet ont toutefois été réservées en prévision. En 2013, il est annoncé qu'un tel prolongement « n'a pas d'intérêt » car selon les dirigeants de la STRAN la ville ne compte qu'une centaine d'abonnés et que « c'est moins de 1 % de la population d'hiver ».
Entre 2019 et 2020 des études relatives à la création d'une seconde ligne Hélyce sont menées pour une construction entre 2021 et 2025 ; ce projet présente les caractéristiques suivantes :
- Répartition des branches des Trignac et de Montoir entre les deux lignes ;
- Une fréquence d'un bus toutes les dix minutes sur les deux lignes et cinq minutes sur le tronc commun en heures de pointes et une amplitude horaire de 5 h 30 à 23 h tous les jours ;
- Améliorer la desserte de l'avenue de la Côte-d'amour ;
- Améliorer la desserte de Saint-Marc-sur-Mer ;
- Améliorer la desserte de la cité scolaire de Saint-Nazaire, dont la desserte en heures de pointe est pénalisée par la saturation de la ligne existante en heures de pointe.

Lors de la campagne électorale des élections municipales de 2020, le maire sortant réélu David Samzun promet une 3e ligne qui relierait le Petit-Maroc, quartier historique de Saint-Nazaire, qui souffre d'un important enclavement au quartier de Kerlédé en passant par les quartiers Nord de la ville : Avalix, Petit Caporal, Moulin du Pé, etc. Cela devrait également être accompagné d'une restructuration du réseau.
La STRAN et la CARENE prévoient le renouvellement de la flotte actuelle des bus entre 2025 et 2030 ; des études sur les motorisations alternatives au Diesel (électrique ou hydrogène) doivent être menées jusqu'en 2022, pour une commande quelque temps plus tard et des livraisons à partir de 2025. Le choix s'est finalement porté en janvier 2022 sur des bus à propulsion électrique.
En avril 2022, le projet est présenté sous le nom « Hélyce+ » qui consiste à passer d'une à trois lignes de bus à haut niveau de service pour un coût de 97 millions d'euros. La concertation, la sélection de la maîtrise d'œuvre et la phase d'études auront lieu en 2022, les travaux débuteront en juin 2023 pour une mise en service fin 2025,.
Les trois lignes seront :
- Ligne 1 : la ligne actuelle, moins la branche de Trignac, et avec un nouveau tracé à Méan-Penhoët via le boulevard des Apprentis et la rue Clément-Ader pour mieux desservir les chantiers navals ;
- Ligne 2 : la ligne reprend la branche de Trignac puis sera en tronc commun avec la ligne 1 jusqu'à la Cité scolaire (station Plaisance Coubertin). La ligne suit ensuite l'avenue Hector-Berlioz pour rejoindre la route de la Côte-d'amour pour rejoindre Saint-Marc par le trajet de la ligne U2 puis longera le littoral par le tracé de la ligne U3 jusqu'à l'actuel arrêt Les Jaunais ;
- Ligne 3 : la ligne débutera au Petit-Maroc puis bifurquera sur la rue Henri-Gautier pour rejoindre la gare, puis elle reprendra le trajet de la ligne U1 jusqu'à la station Sunderland. Ensuite, la ligne continuera par le boulevard Laënnec puis la rue Ambroise-Paré pour rejoindre son terminus, l'arrêt Kerlédé desservi par les lignes U1 et U3 actuelles.

En janvier 2024, la CARENE a retenu l'offre d'Iveco Bus, ABB et Dalkia Electrotechnics pour la fourniture de 40 bus articulés électriques, dont 23 livrés mi-2025 et les 17 autres mi-2027 : Iveco, via sa filiale Heuliez Bus fournira les véhicules (des GX 437 Linium) tandis que ABB et Dalkia s'occuperont de l'infrastructure de recharge des véhicules qui sera assurée par charge lente la nuit au nouveau dépôt ainsi qu'en charge rapide aux terminus des lignes. Un exemplaire de démonstration a été testé sans voyageurs en février 2024.
Les chantiers débutent en novembre 2023 à Montoir-de-Bretagne puis s'étendent progressivement aux autres secteurs comme à Saint-Nazaire en janvier 2024, quatre nouveaux kilomètres de site propre seront créés sur les 22 à aménager et les traversées de certains secteurs comme à Montoir et Cadréan seront aménagés pour favoriser les bus. Les nouveaux aménagements s'accompagneront d'une importante végétalisation, jugée insuffisante sur les aménagements de 2012 et la route de la Côte-d'Amour perdra sa configuration en 2x2 voies afin de réduire la vitesse des voitures. Les bus seront priorisés aux carrefours sur les zones dépourvues de voies réservées et 17,5 kilomètres de pistes cyclables seront créées.
Le terminus Petit-Maroc de la ligne 3 s'effectuera sur le site des anciens entrepôts frigorifiques de la Stef.

### Ligne 1
|   | Stations                   | Coordonnées                 | Communes            |
| - | -------------------------- | --------------------------- | ------------------- |
| ■ | Gavy                       | 47° 15′ 10″ N, 2° 15′ 35″ O | Saint-Nazaire       |
| • | Polyclinique               | 47° 15′ 12″ N, 2° 15′ 50″ O | Saint-Nazaire       |
| • | Lérioux                    | 47° 15′ 16″ N, 2° 16′ 01″ O | Saint-Nazaire       |
| ■ | Océanis                    | 47° 15′ 29″ N, 2° 16′ 00″ O | Saint-Nazaire       |
| • | Heinlex                    | 47° 15′ 42″ N, 2° 15′ 43″ O | Saint-Nazaire       |
| • | Bouletterie                | 47° 15′ 51″ N, 2° 15′ 31″ O | Saint-Nazaire       |
| • | Cité Sanitaire             | 47° 15′ 58″ N, 2° 15′ 21″ O | Saint-Nazaire       |
| • | Chesnaie                   | 47° 16′ 02″ N, 2° 15′ 06″ O | Saint-Nazaire       |
| • | Pierre Norange             | 47° 16′ 01″ N, 2° 14′ 49″ O | Saint-Nazaire       |
| • | Voltaire                   | 47° 16′ 13″ N, 2° 14′ 41″ O | Saint-Nazaire       |
| • | Sunderland                 | 47° 16′ 13″ N, 2° 14′ 24″ O | Saint-Nazaire       |
| • | Plaisance Coubertin        | 47° 16′ 07″ N, 2° 14′ 01″ O | Saint-Nazaire       |
| • | Cité Scolaire              | 47° 16′ 22″ N, 2° 13′ 57″ O | Saint-Nazaire       |
| • | Parc Paysager              | 47° 16′ 30″ N, 2° 13′ 43″ O | Saint-Nazaire       |
| • | Soleil Levant              | 47° 16′ 36″ N, 2° 13′ 29″ O | Saint-Nazaire       |
| • | Boris Vian                 | 47° 16′ 30″ N, 2° 13′ 10″ O | Saint-Nazaire       |
| • | Hôtel de Ville             | 47° 16′ 27″ N, 2° 12′ 49″ O | Saint-Nazaire       |
| • | Rue de la Paix             | 47° 16′ 35″ N, 2° 12′ 37″ O | Saint-Nazaire       |
| • | Paquebot - Les Halles      | 47° 16′ 51″ N, 2° 12′ 43″ O | Saint-Nazaire       |
| ■ | Gare de St-Nazaire         | 47° 17′ 08″ N, 2° 12′ 41″ O | Saint-Nazaire       |
| • | Ville Halluard             | 47° 17′ 04″ N, 2° 12′ 10″ O | Saint-Nazaire       |
| • | Gare de Penhoët            | 47° 17′ 24″ N, 2° 11′ 59″ O | Saint-Nazaire       |
| • | Chantiers Navals           |                             | Saint-Nazaire       |
| • | Apprentis                  |                             | Saint-Nazaire       |
| • | Irène Chabrier             |                             | Saint-Nazaire       |
| • | Église de Méan             |                             | Saint-Nazaire       |
| • | Émile Zola                 |                             | Saint-Nazaire       |
| • | Bellevue                   | 47° 18′ 25″ N, 2° 10′ 45″ O | Montoir-de-Bretagne |
| • | Anatole France             |                             | Montoir-de-Bretagne |
| • | Aéronautique               | 47° 18′ 55″ N, 2° 10′ 10″ O | Montoir-de-Bretagne |
| • | Cadréan                    | 47° 19′ 04″ N, 2° 09′ 50″ O | Montoir-de-Bretagne |
| • | Albert Schweitzer          | 47° 19′ 35″ N, 2° 09′ 42″ O | Montoir-de-Bretagne |
| • | Place du Général de Gaulle | 47° 19′ 36″ N, 2° 09′ 22″ O | Montoir-de-Bretagne |
| • | Montoir Centre             | 47° 19′ 40″ N, 2° 09′ 10″ O | Montoir-de-Bretagne |
| • | Jules Verne                | 47° 19′ 35″ N, 2° 08′ 44″ O | Montoir-de-Bretagne |
| • | Platanes                   | 47° 19′ 35″ N, 2° 08′ 28″ O | Montoir-de-Bretagne |
| ■ | Montoir / L'Ormois         | 47° 19′ 48″ N, 2° 08′ 07″ O | Montoir-de-Bretagne |

### Ligne 2
|   | Stations                               | Coordonnées                 | Communes      |
| - | -------------------------------------- | --------------------------- | ------------- |
| ■ | Saint-Marc-sur-Mer - Plage des Jaunais |                             | Saint-Nazaire |
| • | Grand Traict                           |                             | Saint-Nazaire |
| • | Tati                                   |                             | Saint-Nazaire |
| • | Villès Bousseau                        |                             | Saint-Nazaire |
| • | Pont d'Y                               |                             | Saint-Nazaire |
| • | Haut-Brancieux                         |                             | Saint-Nazaire |
| • | Bollardière                            |                             | Saint-Nazaire |
| • | Siriff                                 |                             | Saint-Nazaire |
| ■ | Océanis                                | 47° 15′ 29″ N, 2° 16′ 00″ O | Saint-Nazaire |
| • | Vecquerie                              |                             | Saint-Nazaire |
| • | Henri Dunant                           |                             | Saint-Nazaire |
| • | Le Phare                               |                             | Saint-Nazaire |
| • | Côte d'Amour                           |                             | Saint-Nazaire |
| • | Kerbrun                                |                             | Saint-Nazaire |
| • | Perthuischaud                          |                             | Saint-Nazaire |
| • | Plaisance Coubertin                    | 47° 16′ 07″ N, 2° 14′ 01″ O | Saint-Nazaire |
| • | Cité Scolaire                          | 47° 16′ 22″ N, 2° 13′ 57″ O | Saint-Nazaire |
| • | Parc Paysager                          | 47° 16′ 30″ N, 2° 13′ 43″ O | Saint-Nazaire |
| • | Soleil Levant                          | 47° 16′ 36″ N, 2° 13′ 29″ O | Saint-Nazaire |
| • | Boris Vian                             | 47° 16′ 30″ N, 2° 13′ 10″ O | Saint-Nazaire |
| • | Hôtel de Ville                         | 47° 16′ 27″ N, 2° 12′ 49″ O | Saint-Nazaire |
| • | Rue de la Paix                         | 47° 16′ 35″ N, 2° 12′ 37″ O | Saint-Nazaire |
| • | République                             | 47° 16′ 51″ N, 2° 12′ 43″ O | Saint-Nazaire |
| ■ | Gare de St-Nazaire                     | 47° 17′ 08″ N, 2° 12′ 41″ O | Saint-Nazaire |
| • | Herbins                                | 47° 17′ 23″ N, 2° 12′ 34″ O | Trignac       |
| • | Grandchamps                            | 47° 17′ 37″ N, 2° 12′ 26″ O | Trignac       |
| • | Commune de Paris                       | 47° 17′ 35″ N, 2° 12′ 07″ O | Saint-Nazaire |
| • | J.M. Perret                            | 47° 17′ 46″ N, 2° 12′ 05″ O | Trignac       |
| • | Certé                                  | 47° 17′ 58″ N, 2° 12′ 08″ O | Trignac       |
| • | Grand Large                            | 47° 17′ 57″ N, 2° 12′ 26″ O | Trignac       |
| • | Édouard Herriot                        | 47° 19′ 13″ N, 2° 11′ 31″ O | Trignac       |
| • | Mairie de Trignac                      | 47° 19′ 03″ N, 2° 11′ 17″ O | Trignac       |
| ■ | Trignac - Les Forges                   |                             | Trignac       |

### Ligne 3
|   | Stations            | Coordonnées                 | Communes      |
| - | ------------------- | --------------------------- | ------------- |
| ■ | Kerlédé             |                             | Saint-Nazaire |
| • | Galicheraie         |                             | Saint-Nazaire |
| ■ | Sunderland          | 47° 16′ 13″ N, 2° 14′ 24″ O | Saint-Nazaire |
| • | Berthelot           |                             | Saint-Nazaire |
| • | Lycée Saint-Anne    |                             | Saint-Nazaire |
| • | Ile du Pé           |                             | Saint-Nazaire |
| • | Maupertuis          |                             | Saint-Nazaire |
| • | Berthauderie        |                             | Saint-Nazaire |
| • | Montaigne           |                             | Saint-Nazaire |
| ■ | Gare de St-Nazaire  | 47° 17′ 08″ N, 2° 12′ 41″ O | Saint-Nazaire |
| • | Libération          |                             | Saint-Nazaire |
| • | Europe              |                             | Saint-Nazaire |
| • | Théâtre Simone-Veil |                             | Saint-Nazaire |
| • | Ruban Bleu          |                             | Saint-Nazaire |
| ■ | Petit Maroc         |                             | Saint-Nazaire |

## Autour de la ligne

### Les foulées hélyce
Les foulées hélyce sont une course de fond semi-nocturne de cinq ou dix kilomètres organisée le premier samedi de décembre le long du tracé de la ligne, entre l'université et la gare et organisée par la STRAN en partenariat notamment avec l'office municipal des sports et le SNVBA,. Des parcours de demi-fond de 1,6 et 2,4 kilomètres nommés « galopades hélyce » sont proposés pour les enfants âgés de 10 à 13 ans, avec un parcours se situant approximativement entre l'hôtel de ville et la gare,.
La première édition a eu lieu le 2 septembre 2012, lors du week-end inaugural de la ligne, avec à l'époque un parcours en journée de 5 ou 10 km. Près de 700 personnes se sont inscrites pour cette première édition, dont le succès a permis l'organisation d'une seconde édition en 2013, cette fois-ci en semi-nocturne le premier samedi de décembre, date en vigueur depuis lors, ainsi que l'apparition des « galopades » destinées aux enfants. En 2014, la course a attiré près de 1500 participants. D'année en année la course attire de plus en plus de monde, l'édition 2015 a rassemblé 2 300 coureurs, plus 300 enfants aux « galopades », en 2016 ce sont plus de 3000 participants qui se sont présentés au départ. Les organisateurs ont alors annoncé qu'ils souhaitait limiter le nombre de participants en raison des contraintes de logistique et d'occupation de l'espace public et ne souhaitent pas monter à 4000 coureurs ; à titre de comparaison les « foulées du tram » à Nantes rassemblent près de 8000 coureurs.
L'édition 2020 a été annulée en raison de la pandémie de Covid-19.

### Tourisme

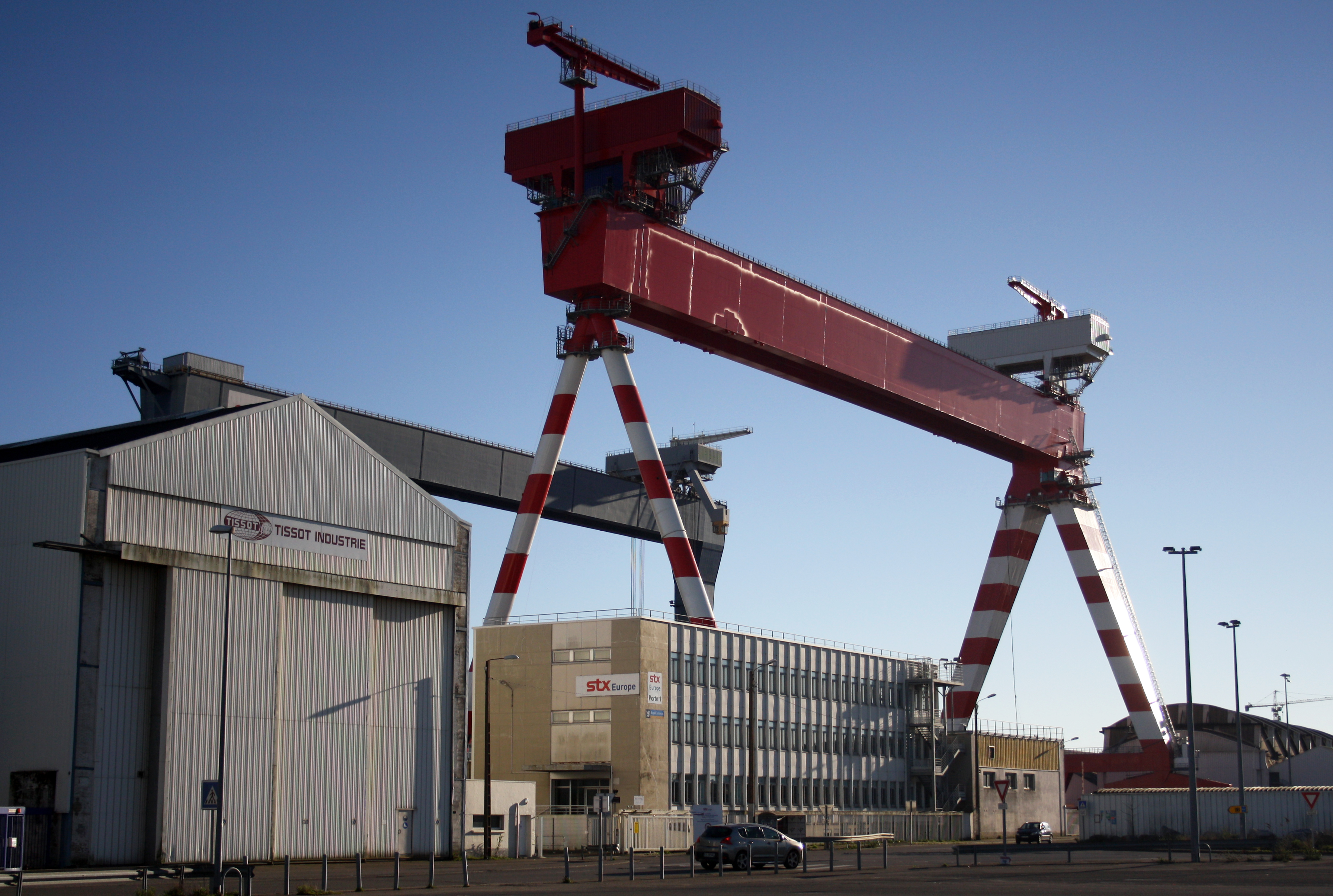
Les chantiers de l'Atlantique.

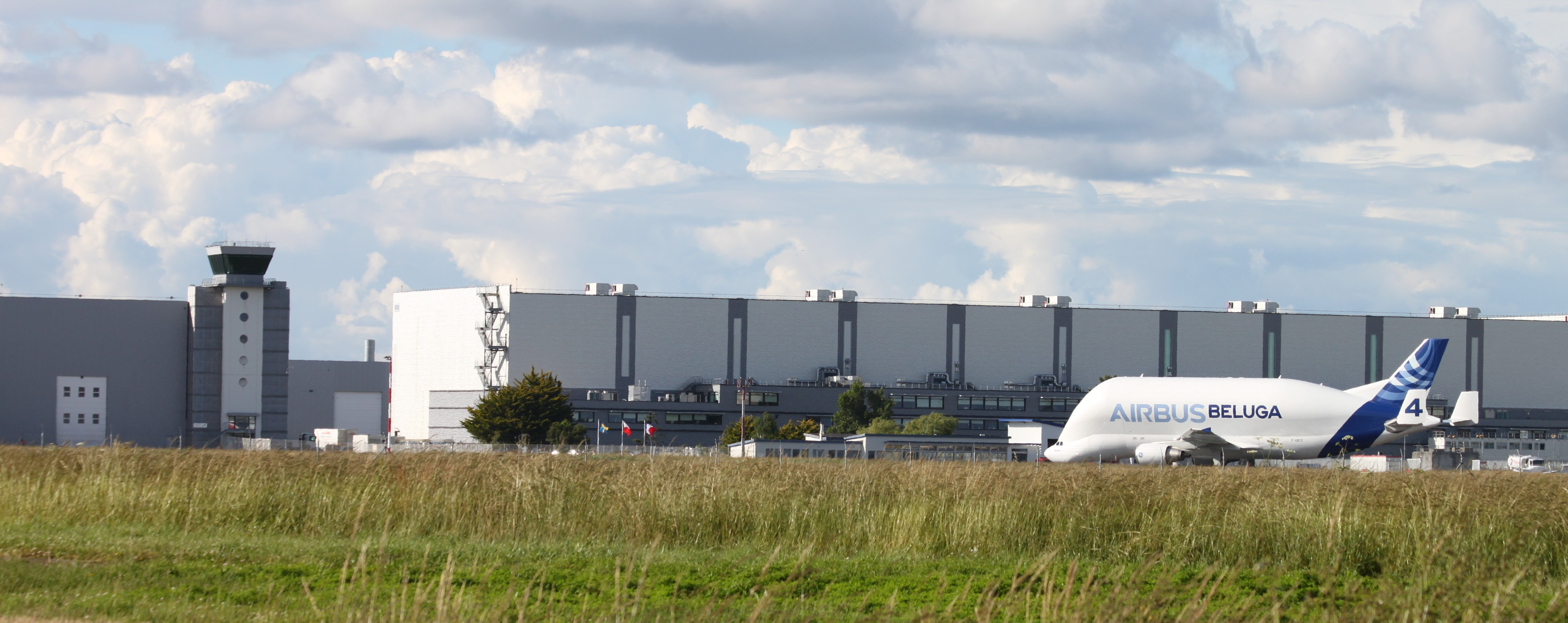
L'aéroport de Saint-Nazaire - Montoir, jouxté par le site d'Airbus.

La ligne Hélyce dessert, de l'ouest vers l'est, les lieux d'attraction suivant :
- Le bois de Porcé, à la station Université ;
- le centre commercial Océanis, situé au rond-point du même nom ;
- l'église Sainte-Anne de Saint-Nazaire ;
- le centre commercial Le Paquebot à la station République ;
- l'église Saint-Gohard de Saint-Nazaire ;
- les Chantiers de l'Atlantique ;
- l'église de Méan à Saint-Nazaire ;
- la zone commerciale de Trignac à la station Grand Large ;
- l'aéroport de Saint-Nazaire - Montoir et les installations d'Airbus à la station Cadréan.
- l'église Saint-Éloi et le musée des oiseaux de Trignac à la station Mairie de Trignac.